# 알렉산더 코크
알렉산더 코크(Alexander Koch, 1988년 2월 24일 ~ )는 미국의 배우이다. 《언더 더 돔》에서 주니어 레니 역으로 잘 알려져 있다.

## 출연 작품
- 올웨이즈 샤인 (2016)
- 언더 더 돔 시즌3 (2015)
- 언더 더 돔 시즌2 (2014)
- 언더 더 돔 시즌1 (2013)
- 더 고스트 (2011)